# Manovra di Valsalva

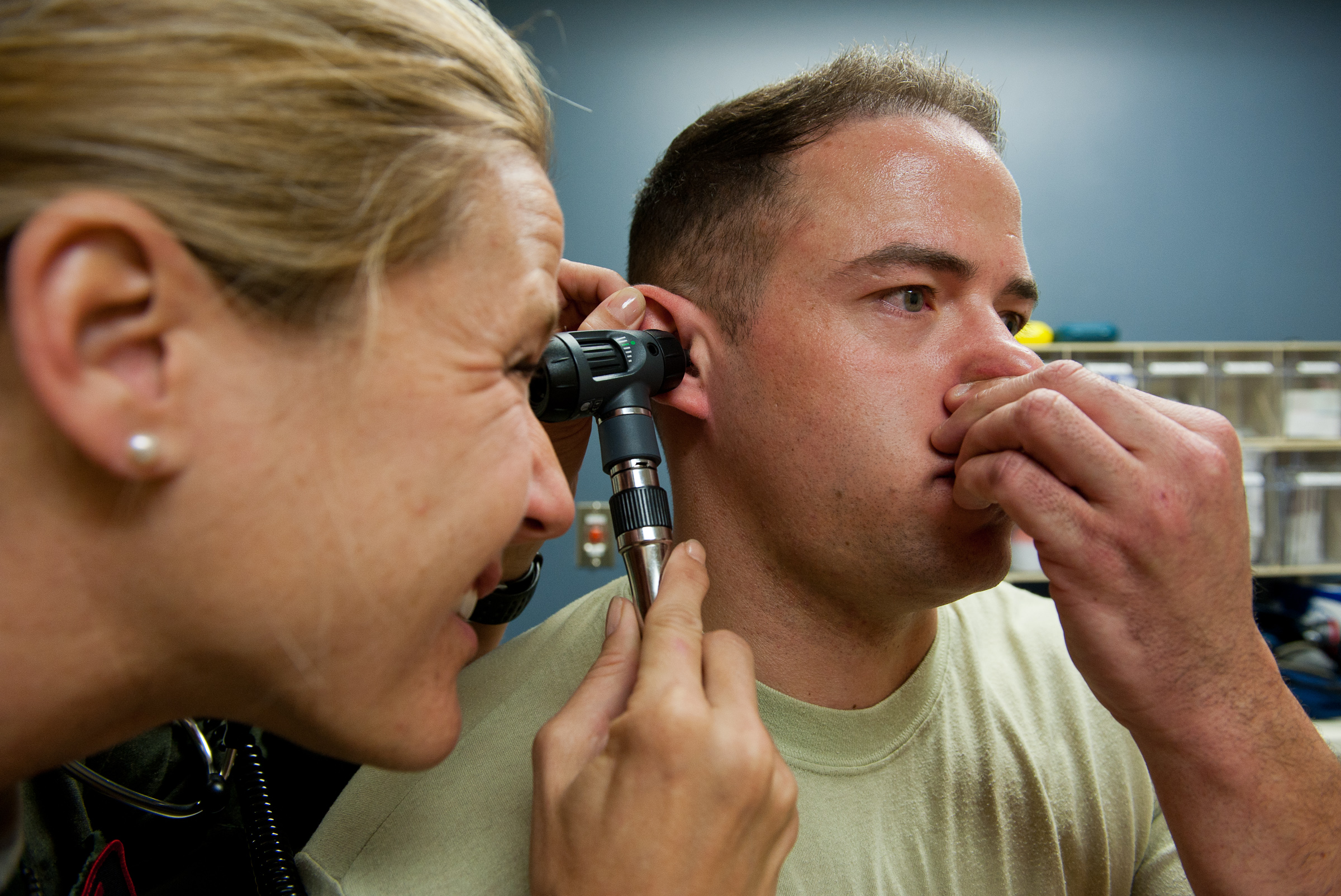
Manovra di Valsalva

La manovra di Valsalva è una manovra di compensazione forzata dell'orecchio medio, utilizzata principalmente in subacquea. 
La manovra consiste in un’inspirazione relativamente profonda seguita da un’espirazione forzata in corrispondenza di naso e bocca chiusi (da non confondersi con la chiusura della glottide, che determinerebbe un aumento della pressione a livello delle vie aeree sottostanti la laringe ma non delle alte vie aeree). 
La tecnica prende il nome da Antonio Maria Valsalva, un medico e anatomista imolese del Seicento il cui principale interesse scientifico era l'orecchio umano. Ha descritto la tromba di Eustachio e la manovra per testarne la pervietà. Ha anche descritto l'uso di questa manovra per espellere il pus dall'orecchio medio.

## Risposta fisiologica
La normale risposta fisiologica consiste di quattro fasi:
Aumento della pressione iniziale

All'applicazione della forza espiratoria, la pressione sale all'interno del torace forzando il sangue fuori dalla circolazione polmonare nell'atrio sinistro. Ciò provoca un lieve aumento del volume sistolico durante i primi secondi della manovra.

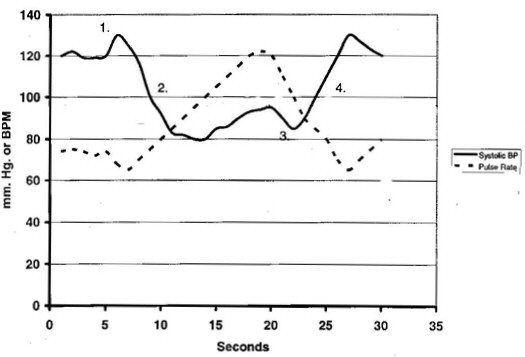
Le variazioni della pressione arteriosa sistolica e della frequenza di battito durante una manovra di Valsalva. Una pressione di 40 mm di mercurio viene applicata a 5 secondi e tolta a 20.

Ridotto ritorno venoso e compensazione
Il ritorno del sangue sistemico al cuore è ostacolato dalla pressione all'interno del torace. L'output del cuore è ridotto e il volume sistolico diminuisce. Questo si verifica da 5 a circa 14 secondi nell'illustrazione. La diminuzione del volume sistolico provoca vasocostrizione con un aumento di pressione (da 15 a 20 secondi). Questa compensazione può essere abbastanza marcata con il ritorno della pressione vicino o anche sopra la norma, ma la gittata cardiaca e il flusso di sangue rimangono bassi. Durante questo periodo la frequenza del polso aumenta (tachicardia compensativa).
Rilascio di pressione
La pressione sul torace viene rilasciata, consentendo ai vasi polmonari e all'aorta di ri-espandersi causando un'ulteriore leggera diminuzione iniziale del volume sistolico (da 20 a 23 secondi) a causa della diminuzione del ritorno atriale sinistro e dell'aumento del volume aortico, rispettivamente. Il sangue venoso può ancora una volta entrare nel petto e nel cuore, la gittata cardiaca inizia ad aumentare.
Ritorno di gittata cardiaca
Il ritorno del sangue al cuore è potenziato dall'effetto dell'ingresso di sangue che era stato arginato indietro, causando un rapido aumento della gittata cardiaca (24 secondi dopo). Il volume della gittata di solito sale sopra il normale prima di tornare a un livello normale. Con il ritorno della pressione sanguigna, la frequenza cardiaca ritorna normale.
La deviazione da questo modello di risposta significa:
- anormale funzione cardiaca;
- anormale controllo nervoso autonomo del cuore.

## Normalizzazione della pressione dell'orecchio medio
Quando si verifica un rapido aumento della pressione ambiente come durante la discesa in immersione o in aereo, questa pressione tende a tenere chiuse le trombe di Eustachio, impedendo la normalizzazione della pressione attraverso il timpano, con risultati dolorosi. Per evitare questa situazione dolorosa, i subacquei e l'equipaggio di volo aprono le tube di Eustachio deglutendo ripetutamente, il che tende ad aprire le tube, permettendo all'orecchio di normalizzare la pressione.
Valsalva usava questa tecnica per espellere le sostanze purulente dall'orecchio medio in caso di otite grave. È una manovra di sola pressione che si esercita contraendo i muscoli addominali e, dopo aver chiuso il naso con le dita, cercando di forzare le tube per immettere aria all'interno dell'orecchio medio. Viene talvolta utilizzata, con piccole modifiche, come test delle funzioni cardiache.
Se fallisce questo tentativo, può essere usata la manovra di Valsalva. Questa manovra, se usata come strumento per normalizzare la pressione dell'orecchio medio, comporta il rischio di danni uditivi dovuti alla sovrapressurizzazione dell'orecchio medio. La manovra provoca un aumento delle pressioni intraddominale e toracica svuotando i visceri (è usata per esempio nella defecazione o durante colpi di tosse ) e diminuendo il ritorno venoso al cuore.
Viene utilizzata anche nelle acrobazie aeree coinvolgendo anche la contrazione degli arti per facilitare il ritorno venoso al cuore.

## Cardiologia
La manovra di Valsalva viene insegnata dai cardiologi ai pazienti soggetti a crisi di tachicardia parossistica per bloccarla, in quanto vengono stimolati i nervi vaghi (X) che innervano i polmoni, provocando quindi una stimolazione vagale parasimpatica che rallenta la frequenza cardiaca. La manovra di Valsalva può essere utilizzata per arrestare episodi di tachicardia sopraventricolare. Talvolta la manovra può essere utilizzata per diagnosticare anomalie cardiache, specialmente se utilizzata in combinazione con l'ecocardiogramma. Ad esempio, la fase II della manovra di Valsalva aumenta l'intensità dei soffi di cardiomiopatia ipertrofica, vale a dire i soffi dati da ostruzione dinamica del flusso ventricolare sinistro subvalvolare. Allo stesso tempo, la fase II della manovra di Valsalva diminuisce l'intensità della maggior parte degli altri soffi, tra cui la stenosi aortica e il difetto del setto atriale.
| Effetto della manovra di Valsalva (fase II) | Reperti cardiaci |
| ------------------------------------------- | ---------------- |
| Diminuzione intensità                       |                  |
| Stenosi aortica                             |                  |
| Stenosi polmonare                           |                  |
| Insufficienza tricuspidale                  |                  |
| Aumento intensità                           |                  |
| Cardiomiopatia ipertrofica                  |                  |
| Esordio iniziale del soffio                 |                  |
| Prolasso della valvola mitrale              |                  |

La pressione arteriosa aumenta all'inizio dello sforzo, poiché l'aumento della pressione intratoracica (ITP) viene aggiunto alla pressione nell'aorta. Quindi la caduta di pressione è data dall'ITP che comprime le vene, diminuendo il ritorno venoso e la gittata cardiaca. Questo inibisce i barocettori causando tachicardia e un aumento della resistenza vascolare periferica (PVR). Quando la glottide viene aperta e l'ITP torna alla normalità, la gittata cardiaca viene ripristinata ma i vasi periferici vengono ristretti. La pressione sanguigna aumenta e questo stimola i barocettori, causando bradicardia e un calo della pressione sanguigna a livello normale.

## Neurologia
La manovra di Valsalva è utilizzata per aiutare nella diagnosi clinica di problemi o lesioni ai nervi del rachide cervicale. Eseguendo la manovra di Valsalva, la pressione intraspinale aumenta leggermente. Pertanto, neuropatie o dolore radicolare possono essere sentiti o esacerbati, e questo può indicare un conflitto su un nervo da un disco intervertebrale o da un'altra parte dell'anatomia. Mal di testa e dolore all'esecuzione della manovra di Valsalva sono anche uno dei principali sintomi della malformazione di Arnold-Chiari. La manovra di Valsalva può essere utile per verificare la presenza di una lesione durale dopo alcune operazioni spinali come una microdiscectomia. Un aumento della pressione intra-spinale causerà la perdita di liquido cerebrospinale dalla dura causando cefalea.
La manovra di Valsalva è stata associata all'amnesia globale transitoria.

## Complicazioni dovute alla defecazione
La manovra di Valsalva viene comunemente praticata per indurre la defecazione mentre si è seduti su una toilette. L'arresto cardiaco e altre complicazioni cardiovascolari possono accadere a causa del tentativo di defecare usando la manovra di Valsalva.
La retinopatia di Valsalva è un'altra sindrome patologica associata alla manovra di Valsalva. Si presenta come emorragia preretinica (sanguinamento di fronte alla retina) in persone con una storia di aumento transitorio della pressione intratoracica e può essere associata a sollevamento di carichi pesanti, tosse violenta, tensione alla toilette o vomito. L'emorragia può causare perdita della vista se ostruisce l'asse visivo e i pazienti possono notare floater nel loro campo visivo. Di solito questo non causa alcun danno visivo permanente e la vista è completamente ripristinata.

## Urologia
La manovra di Valsalva è utilizzata per aiutare la diagnosi di deficienza sfinterica intrinseca (ISD) nei test urodinamici. La pressione del punto di perdita è la pressione vescicale minima associata alla perdita di urina. Sebbene non vi sia consenso sul valore soglia, i valori > 60 cm H2O sono comunemente considerati come indicativi di ipermobilità del collo vescicale e della normale funzione dello sfintere. Inoltre, quando si esaminano donne con prolasso di organi pelvici, si chiede al paziente di eseguire la manovra di Valsalva per dimostrare la massima discesa dell'organo pelvico

## Odontoiatria
La manovra è inoltre utilizzata in ambito odontoiatrico in quanto l'abbassamento del palato molle conseguente all'espirazione forzata, permette la registrazione della linea del Post-dam, durante la presa d'impronta. Viene anche usata per verificare l’eventuale presenza di una fistola oro-antrale in seguito a un'estrazione dentaria di un dente che comunica direttamente con il seno mascellare.

## Controindicazioni
- È una tecnica molto faticosa.
- È poco raccomandabile perché sviluppa una notevole pressione intrapolmonare che potrebbe essere causa di sincope[senza fonte] per gli apneisti.
- Nelle immersioni subacquee con ARA durante il processo di desaturazione dall'azoto presente nel corpo del subacqueo che sta effettuando una seconda immersione (desaturazione che può avvenire se ci si trova a una quota inferiore di quella a cui il subacqueo risulta saturato), la manovra di Valsalva in presenza di forame ovale pervio può causare il passaggio di bolle d'azoto e altri gas dal circolo venoso al circolo arterioso, saltando il filtro polmonare, e causando un'embolia gassosa arteriosa.
- Nella tetralogia di Fallot, il bambino, piangendo, tossendo o defecando e pertanto applicando involontariamente la manovra di Valsalva, provoca un aumento della pressione intratoracica con un conseguente aumento delle resistenze polmonari, e pertanto un'ipossiemia con l'aggravamento della sintomatologia (cianosi, sincope e convulsioni, dispnea).